# Infraroodastronomie

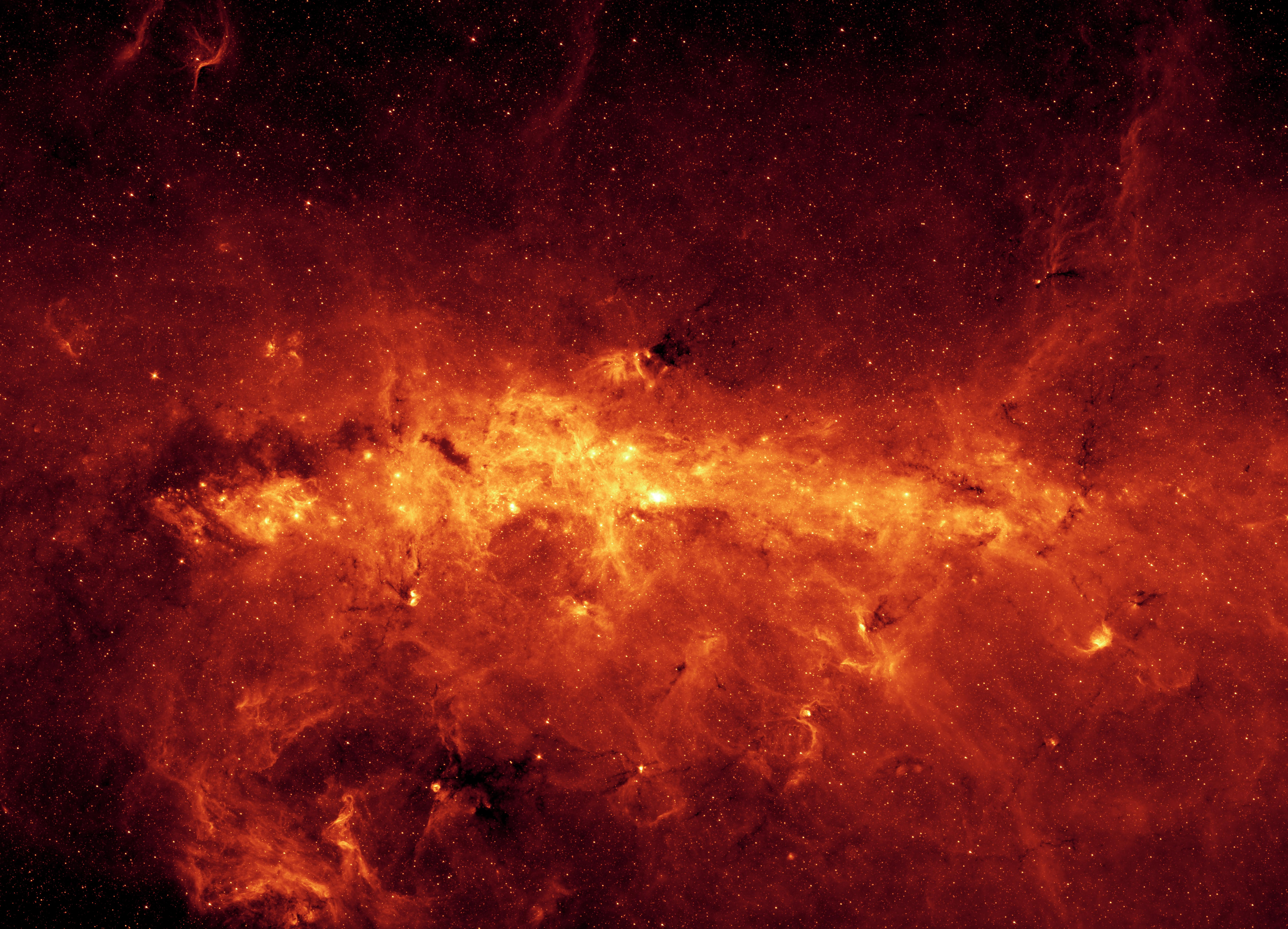
het Galactisch centrum bij een golflengte van 8 micrometer (Spitzer Space Telescope)

Infraroodastronomie is het onderdeel van de sterrenkunde en astrofysica die zich bezighoudt met objecten die zichtbaar zijn in infrarood-straling met golflengten langer dan 700 nm en korter dan 350 µm. Zichtbaar licht ligt tussen golflengten 400 nm (blauw) en 700 nm (rood). Voorbij het infrarood ligt het submillimeter (soms terahertz)-gebied en tussen golflengten van 1 mm en 30 cm het gebied van de microgolven (radioastronomie).
Men onderscheidt in de astronomie drie golflengtegebieden: nabij-infrarood (0,7-1 - 5 µm), middel-infrarood (5 - 25-40 µm), en ver-infrarood (25-40 - 200-350 µm); de grenzen zijn niet scherp vastgelegd en kunnen per publicatie variëren.
Onderzoekers delen infraroodsterrenkunde in bij optische astronomie omdat meestal optische componenten (spiegels, lenzen en detectoren) worden toegepast.

## Ontdekking
In navolging van Isaac Newton, die met zijn prisma wit licht splitste in de kleuren van de regenboog (het optische spectrum), ontdekte William Herschel in 1800 dat het warmste deel van het zonlicht voorbij het rode uiteinde van het spectrum lag. Deze warmtestralen vertoonden zelfs spectraallijnen. Charles Piazzi Smyth vond in 1856 infraroodstraling in het licht van de maan. In Nederland deed Willem Henri Julius (1860-1925) experimenten met infraroodstraling.

## Waarom meten in het infrarood?

### Minder extinctie door stof
De interstellaire extinctie van elektromagnetische straling door interstellair stof is sterk afhankelijk van de golflengte. Bij een golflengte van 1-2 µm in het nabij-infrarood is de extinctie slechts 1/10 van die in het zichtbare licht. Daardoor worden gebieden zichtbaar die achter het stof gelegen zijn, zoals jonge sterren, het Galactisch centrum en de kernen van infrarode sterrenstelsels.

### Studie van koude objecten

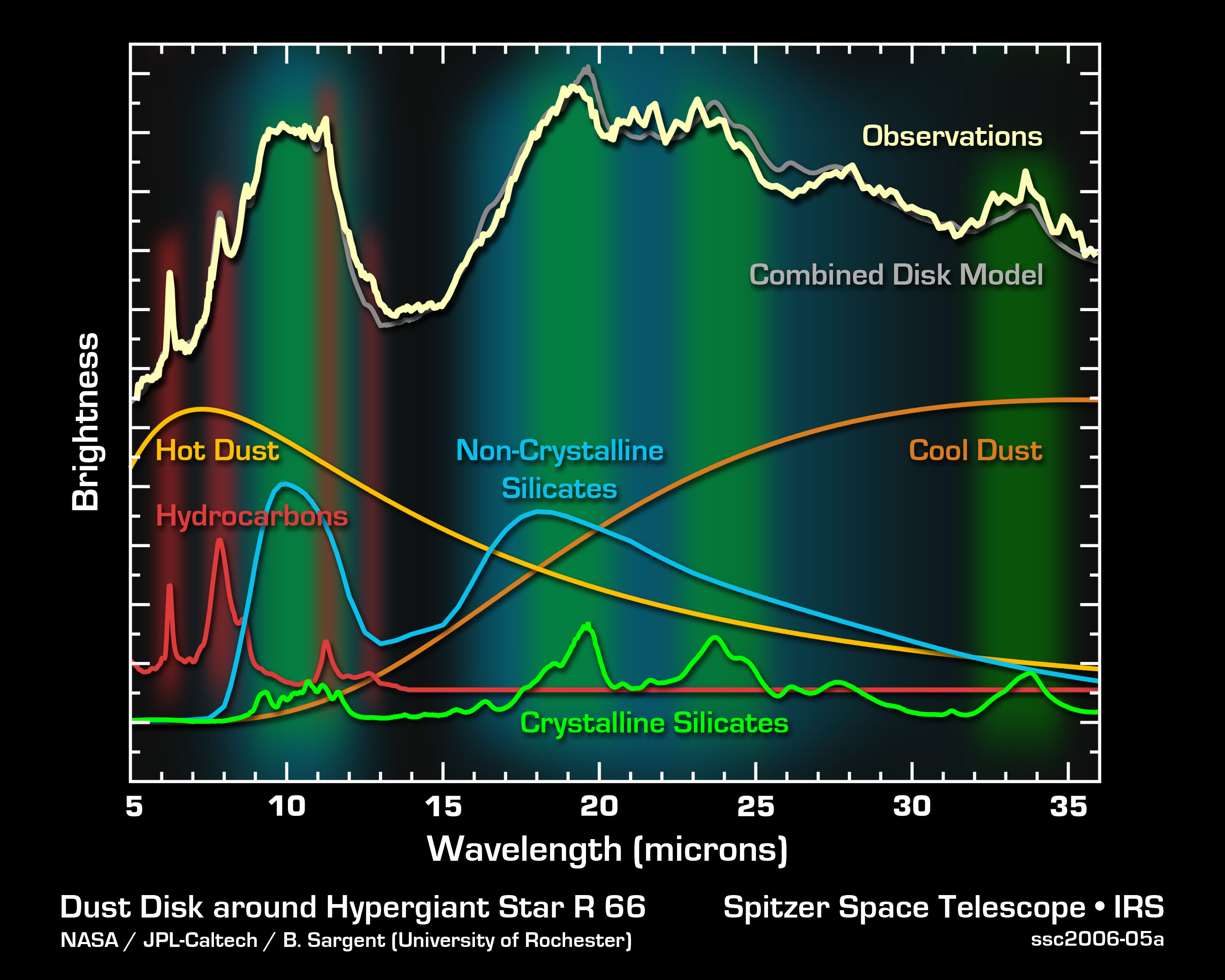
Gemeten spectrum tussen 5 en 36 micron van een stofschijf rond HD 268835 (boven), met model van de waargenomen lijnen

Volgens de Wet van Planck stralen koude hemellichamen zoals bruine dwergen en protosterren die diep in een moleculaire wolk liggen de meeste energie uit in het infrarood.
Veel in het interstellair medium aanwezige atomen, ionen, en moleculen hebben belangrijke spectraallijnen in het infrarood. Bijzonder geschikt is de infraroodspectroscopie voor de bepaling van de samenstelling en de natuurkundige eigenschappen van gas met temperaturen van enkele 100 kelvin. Kouder (< 100 kelvin) stof in het interstellaire medium straalt het geabsorbeerde licht weer uit in het verre infrarood en draagt bij tot de energiebalans van astronomische objecten.
In het middelste infrarood is er sterke emissie door organische verbindingen in het interstellaire medium die lijken op polycyclische aromatische koolwaterstoffen.

### Waarnemingen bij grote roodverschuiving
Door de kosmische roodverschuiving is het door sterrenstelsels uitgestraalde zichtbare of UV-licht op aarde in het nabij-infrarood waarneembaar. Dit was een sterke motivatie om de James Webb-ruimtetelescoop te bouwen.

## Moderne infraroodtechniek
De goedkoopste detectoren voor IR-onderzoek met telescopen zijn HgCdTe-arrays voor golflengten tussen 1 en 5 micrometer. Voor langere golflengten of betere gevoeligheid worden andere detectoren gebruikt, bijvoorbeeld narrow gap semiconductor-detectoren (detectoren met smalle bandkloof), lagetemperatuurbolometerarrays van photon-counting Superconducting Tunnel Junction arrays (supergeleidende tunneljunctie-antennes).
IR-waarnemingen stellen de volgende eisen:
- zeer lage donkerstroom om lang te kunnen meten
- uitleescircuits met weinig ruis

## Indeling van het spectrum

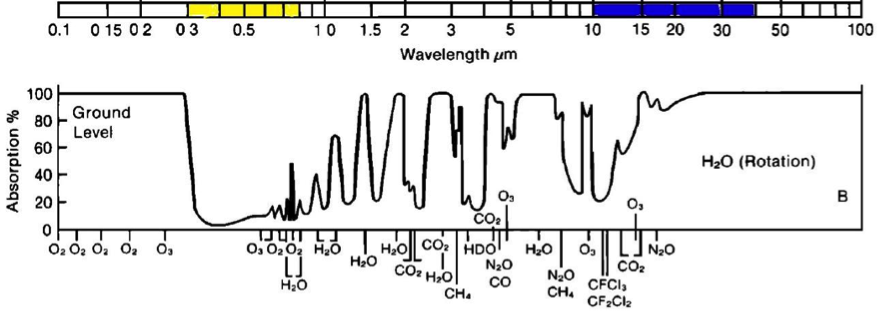
De absorptie van straling door de atmosfeer tussen 0,1 en 100 micrometer

Infraroodruimtetelescopen als de Spitzer Space Telescope, IRAS, ISO en de Herschel Space Observatory kunnen in het gehele IR-spectrum waarnemen. Toch worden de meeste IR-waarnemingen vanaf de grond gedaan in een aantal frequentiegebieden waar de atmosfeer IR-straling doorlaat. Vooral waterdamp houdt IR-licht tegen. De doorlatende golflengtegebieden zijn:
| Golflengtegebied (micrometer) | Astronomische banden | Telescopen                                            |
| ----------------------------- | -------------------- | ----------------------------------------------------- |
| 0,65 - 1,0                    | R- en I-banden       | Optische telescopen                                   |
| 1,1 - 1,4                     | J-band               | Optische telescopen en speciale IR-telescopen         |
| 1,5 - 1,8                     | H-band               | Optische telescopen en speciale IR-telescopen         |
| 2,0 - 2,4                     | K-band               | Optische telescopen en speciale IR-telescopen         |
| 3,0 - 4,0                     | L-band               | Speciale IR-telescopen en sommige optische telescopen |
| 4,6 - 5,0                     | M-band               | Speciale IR-telescopen en sommige optische telescopen |
| 7,5 - 14,5                    | N-band               | Speciale IR-telescopen en sommige optische telescopen |
| 17 - 25                       | Q-band               | Speciale IR-telescopen en sommige optische telescopen |
| 450                           | submillimeter        | Submillimetertelescopen                               |

In de tussenliggende gebieden zijn IR-waarnemingen vanaf de grond moeilijk of onmogelijk vanwege de absorptie (ondoorlaatbaarheid) van de atmosfeer. Speciale IR- en submillimetertelescopen worden daarom op hooggelegen plaatsen gebouwd, zoals Mauna Kea-observatorium, Hawaï en de Atacama Large Millimeter Array in Chili, of bevinden zich in vliegtuigen (Kuiper Airborne Observatory, SOFIA). Gegevens van observatoria in de ruimte zoals de Spitzer Space Telescope, IRAS, ISO en WISE vullen de gaten in die waarnemingen vanaf de grond moeten laten vallen.